# Hans Faverey
Hans Faverey, né le 14 septembre 1933 à Paramaribo et mort le 8 juillet 1990 à Amsterdam, est un poète néerlandais.

## Biographie
Hans Faverey passe les cinq premières années de sa vie au Suriname. En 1939 il part sans son père mais avec sa mère et son jeune frère aux Pays-Bas. Lycéen il découvre la poésie et écrit lui-même des poèmes. En 1959 il se marie avec Lela Zečković. 
Ses premiers poèmes paraissent dans la revue Podium en 1962, puis, à partir de 1967 sont régulièrement publiés dans la revue Raster. Son premier recueil de Poésies parait en 1968 et le second en 1972.